# Macrobrachium potiuna
Macrobrachium potiuna är en kräftdjursart som först beskrevs av Müller 1880.  Macrobrachium potiuna ingår i släktet Macrobrachium och familjen Palaemonidae. Inga underarter finns listade i Catalogue of Life.